# Stockbridge (Georgia)
Stockbridge è una città degli Stati Uniti d'America, situata nello Stato della Georgia e in particolare nella contea di Henry. La città fa parte dell'area metropolitana di Atlanta.